# The Vines (del av en befolkad plats i Australien)
The Vines är en del av en befolkad plats i Australien. Den ligger i kommunen Swan och delstaten Western Australia, omkring 26 kilometer nordost om delstatshuvudstaden Perth. Antalet invånare är 1 974.
Närmaste större samhälle är Swan View, omkring 15 kilometer söder om The Vines. 
Trakten runt The Vines består till största delen av jordbruksmark. Runt The Vines är det ganska tätbefolkat, med 70 invånare per kvadratkilometer. Genomsnittlig årsnederbörd är 763 millimeter. Den regnigaste månaden är juli, med i genomsnitt 131 mm nederbörd, och den torraste är december, med 14 mm nederbörd.